# Avanui

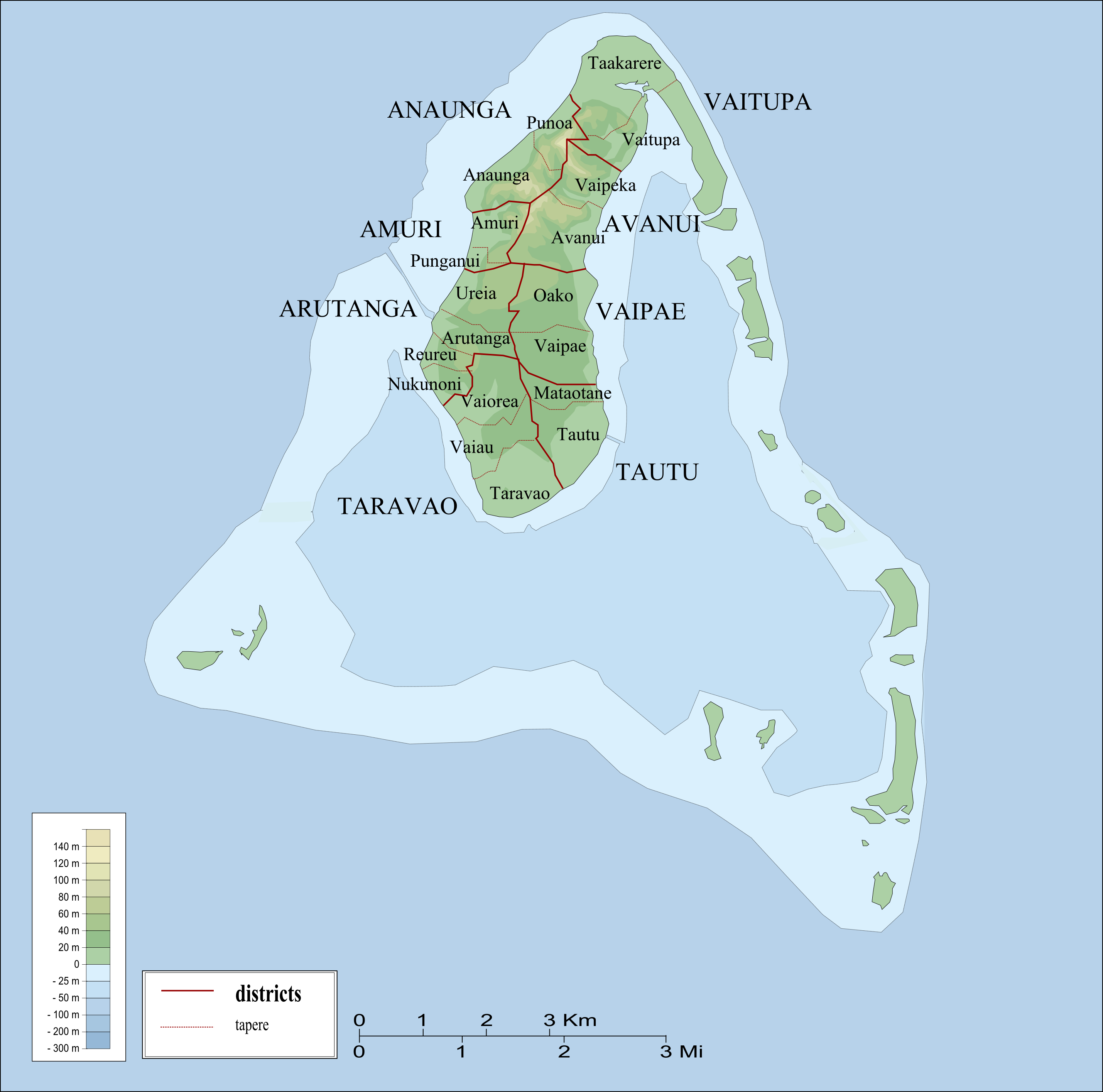
Districts et tapere d'Aitutaki

Avanui est l'un des huit districts de l'île d'Aitutaki aux îles Cook. Situé en bordure du lagon intérieur, il est à cheval sur les circonscriptions électorales d'Amuri-Ureia et Vaipae-Tautu. Avanui est constitué de deux tapere : 
- Vaipeka (au nord)
- Avanui (au sud)

18° 51′ 08″ S, 15° 58′ 38″ O : vue satellite sur Avanui. 